# Muhàmmad ibn Mussa al-Khwarazmí
Muhàmmad ibn Mussa al-Khwarazmí (àrab: محمد بن موسی الخوارزمی, Muḥammad b. Mūsà al-Ḫwārizmī), conegut normalment com a al-Khwarazmí o al-Khuwarizmí (c. 780 - c. 850), fou un matemàtic, geògraf i astròleg/astrònom. Ha estat descrit com el fundador de l'àlgebra i d'ell deriven termes com àlgebra i algorisme.
Les seves dades biogràfiques són insegures: segons l'historiador del seu temps at-Tabarí, va néixer a prop de Bagdad; altres fonts el fan originari de Pèrsia, cosa que concordaria amb la presumpció que ell o els seus avantpassats havien estat seguidors del zoroastrisme. Ibn an-Nadim el dona com a originari de Coràsmia, i això concorda amb el nom pel qual és més conegut (al-Khwarazmí).
El seu treball científic es va desenvolupar entre els anys 813 i 833 dins de les institucions fundades pel califa al-Mamun: la Casa de la saviesa (dedicada a traduir obres clàssiques), la biblioteca i l'observatori astronòmic de Bagdad. Gràcies a això, es varen transmetre a la cultura àrab els coneixements dels clàssics en grec, llatí o sànscrit. Durant els segles de l'edat mitjana, al-Khwarazmí va ser la principal font de coneixements matemàtics entre l'Orient i l'Occident.
El tractat d'àlgebra Hissab al-jabr wa-l-muqàbala (Compendi de càlcul per reintegració i comparació) va ser dedicat al califa al-Mamun. La paraula àlgebra deriva de la part del títol al-jabr. En aquesta obra, escrita amb finalitats pràctiques de resoldre problemes de repartiment d'herències (molt complicades en el món islàmic) i obres d'enginyeria, es resolen matemàticament i aplicant la lògica d'equacions lineals i quadràtiques. Al-Khwarazmí ensenyà, per exemple, com multiplicar l'expressió (a + b x) (c + d x), tot això expressat en paraules, atès que la notació simbòlica de la matemàtica actual no s'usava.
La paraula algorisme (o la seva variant algoritme) deriva de la traducció llatina realitzada el segle xii de l'obra sobre càlcul amb nombres indis anomenada algoritmi (transcripció llatina d'al-Khwarazmí), de numero indorum. També del seu nom en deriva la paraula guarisme, que és sinònim de «xifra»; i en portuguès, un algarismo també té un significat similar. Aquesta obra, Algoritmi, sembla que ha estat la primera en què s'exposà sistemàticament el valor posicional dels nombres en el sistema decimal (inclòs el zero), a partir del sistema de numeració utilitzat a l'Índia.

## Obra

### Àlgebra
En el seu tractat d'àlgebra, obra eminentment didàctica, pretenia ensenyar una àlgebra aplicada a la resolució de problemes de la vida quotidiana de l'imperi islàmic d'aleshores. La traducció de Rosen de les paraules d'al-Khwarazmí descrivint les finalitats del seu llibre confirmen l'objectiu educatiu del savi:
| «              | ... allò que és fàcil i més útil en aritmètica, de manera que les persones ho requereixen constantment en casos d'herència, llegats, particions, judicis i comerç, i en tots els seus tractes amb els altres, o quan es tracta de la mesura de les terres, excavació de canals, càlculs geomètrics, i altres objectes de diverses classes i tipus. | » |
| — al-Khwarazmí | |   |

Traduït al llatí per Gerard de Cremona al segle xii, l'obra va ser usada com a llibre de text en les universitats europees fins al segle xvi. És possible que abans d'ell s'haguessin resolt equacions concretes, però aquest és el primer tractat conegut en el qual es fa un estudi matemàtic exhaustiu.
Després de presentar els nombres naturals, al-Khwarazmí aborda la qüestió principal en la primera part del llibre: la solució d'equacions. Les seves equacions són lineals o quadràtiques i estan compostes d'unitats, arrels i quadrats; per a ell, per exemple, una unitat era un nombre, una arrel era {\displaystyle x} i un quadrat {\displaystyle x^{2}}. Cal destacar que al-Khwarazmí no usava símbols de cap classe, sinó només paraules. Tot i així, als exemples que segueixen s'empra la notació algebraica corrent usada actualment per ajudar el lector a entendre les nocions exposades.

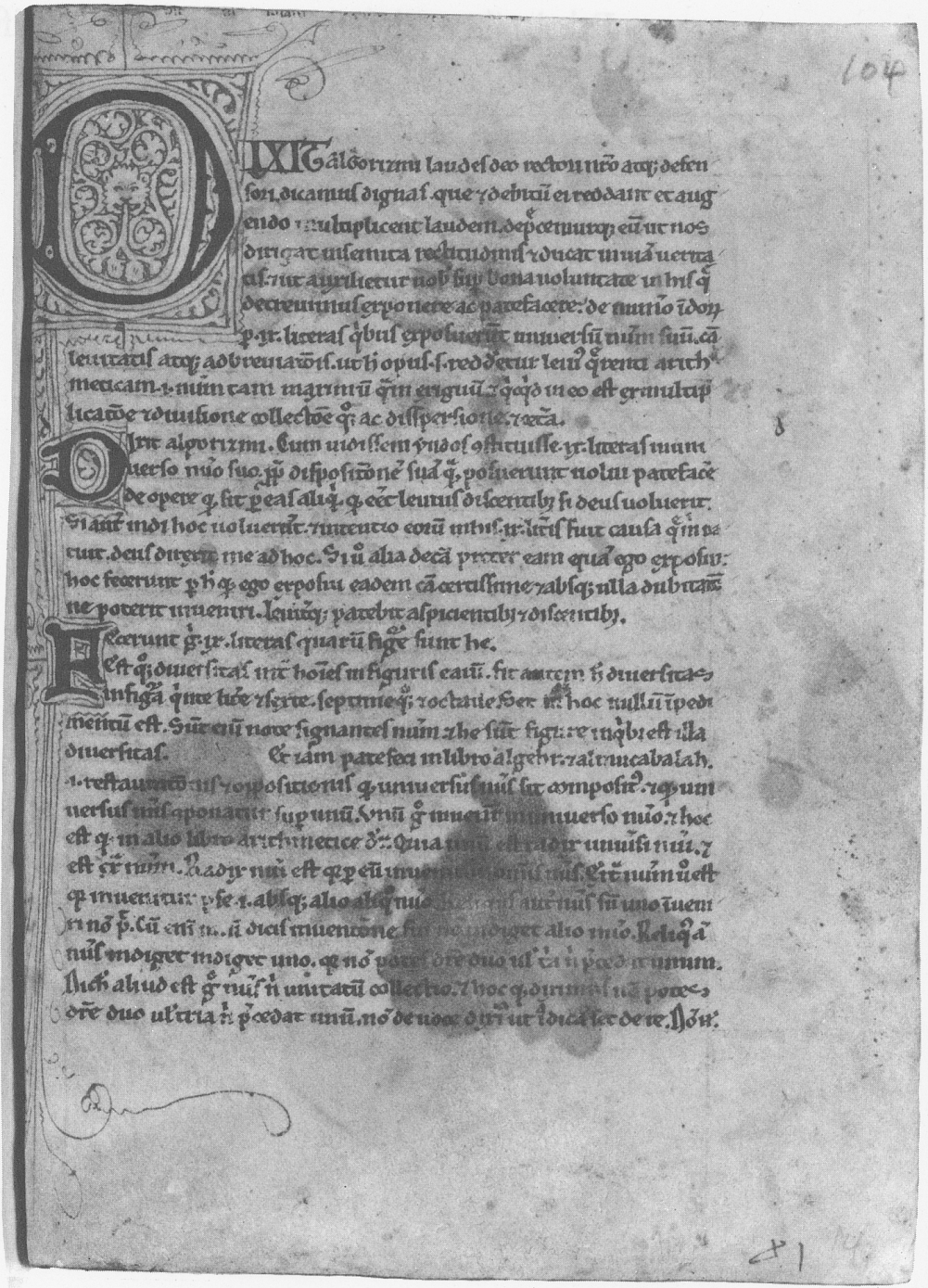
Pàgina d'una traducció en llatí que comença amb les paraules Dixit algorizmi

Primer redueix una equació a alguna de les sis formes normals:
1. Quadrats igual a arrels (ax² = bx)
2. Quadrats igual a nombres (ax² = c)
3. Arrels igual a nombres (bx = c)
4. Quadrats i arrels igual a nombres (ax² + bx = c)
5. Quadrats i nombres igual a arrels (ax² + c = bx)
6. Arrels i nombres igual a quadrats (bx + c = ax²)

La reducció es porta a terme usant les operacions de khwar («compleció», el procés d'eliminar termes negatius de l'equació) i muqàbala («balanceig», el procés de reduir els termes positius de la mateixa potència quan succeeixen d'ambdós costats de l'equació). Després, al-Khwarazmí mostra com resoldre els sis tipus d'equacions, usant mètodes de solució algebraics i geomètrics. Per exemple, per a resoldre l'equació {\displaystyle x^{2}+10x=39}, escriu:
| «              | ... un quadrat i deu arrels són iguals a 39 unitats. Llavors, la pregunta en aquest tipus d'equació és aproximadament així: quin és el quadrat que, combinat amb deu de les seves arrels, donarà una suma total de 39?. La manera de resoldre aquest tipus d'equació és prendre la meitat de les arrels esmentades. Ara, les arrels en el problema que tenim davant nostre són deu. Per tant, en prenem 5 que multiplicades per si mateixes donen 25, una quantitat que s'afegirà a 39, donant 64. Havent extret l'arrel quadrada d'això, que és 8, hi restem d'allí la meitat de les arrels, 5, i dona com a resultat 3. Per tant, el nombre 3 representa una arrel d'aquest quadrat. | » |
| — al-Khwarazmí | |   |

Segueix la prova geomètrica per compleció del quadrat, que no exposarem ací. Assenyalarem, però, que, entre els experts, les proves geomètriques que usa al-Khwarazmí són objecte de controvèrsia. La qüestió, que roman sense resposta, és si estava familiaritzat amb el treball d'Euclides. Cal recordar que, a l'època de joventut d'al-Khwarazmí, durant el regnat d'Harun ar-Raixid, al-Hajjaj havia traduït els Elements d'Euclides a l'àrab, i era un dels companys d'al-Khwarazmí a la Casa de la Saviesa. Això avalaria la posició de Gerald Toomer. Rashed comenta que «el tractament [d'al-Khwarazmí] fou probablement inspirat en el recent coneixement dels Elements». Però, per la seva banda, Gandz sosté que els Elements li eren completament desconeguts. Encara que no és segur que hagi conegut l'obra euclidiana, es pot afirmar que en va rebre la influència per altres obres de geometria. Es pot constatar en el tractament que fa Parshall sobre les similituds metodològiques amb el text hebreu Mishnat ha Middot, de mitjan segle ii.
Al Hissab al-jabr wa-l-muqàbala, al-Khwarazmí continua examinant com les lleis de l'aritmètica s'estenen als seus objectes algebraics. Per exemple, mostra com multiplicar expressions com {\displaystyle (a+bx)(c+dx)}. Rashed troba les seves formes de resolució extremadament originals, però Crossley les considera menys significatives. Gandz considera que la paternitat de l'àlgebra és molt més atribuïble a al-Khwarazmí que a Diofant d'Alexandria.
La part següent de l'obra consisteix en aplicacions i exemples. Descriu regles per trobar l'àrea de figures geomètriques com el cercle, i el volum de sòlids com l'esfera, el con i la piràmide. Aquesta secció, certament, té molta més afinitat amb els textos hebreus i indis que amb qualsevol obra grega. La part final del llibre s'ocupa de les complexes regles islàmiques de l'herència, però requereix poc de l'àlgebra que va exposar amb anterioritat, més enllà de la resolució d'equacions lineals.

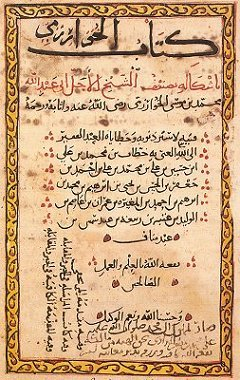
Pàgina de lHisab al-jabr w'al-muqabala

### Aritmètica
De la seva aritmètica, possiblement anomenada originalment Kitab al Yama ua al Tafriq bi Hisab a l'hindi (كتاب الجامع و التفريق بحساب الهند), o «Llibre de la suma i de la resta, segons el càlcul indi», només conservem una versió llatina del segle xii, Algorithmi de numero indorum. Malauradament, se sap que la còpia s'aparta força del text original. En aquesta obra es descriu amb detall el sistema indi de numeració posicional en base 10 i mètodes per fer càlculs sobre aquesta base. Se sap que hi havia un mètode per trobar arrels quadrades en la versió àrab, però no apareix en la versió llatina. Possiblement, va ser el primer fora de l'Índia a usar el zero com a indicador posicional. Va ser essencial per a la introducció d'aquest sistema de numeració en el món àrab i posteriorment a Europa. En l'obra d'A. Allard, es discuteixen alguns tractats en llatí del segle xii basats en aquesta obra perduda.

### Astronomia
Del seu tractat sobre astronomia, Sindhind zij, també s'han perdut les dues versions que va escriure en àrab. Aquesta obra, descrita en detall per B. van Dalen, es basa en treballs astronòmics indis a diferència de manuals islàmics d'astronomia posteriors, que varen usar els models planetaris grecs de l'Almagest de Ptolemeu. El text indi en què es basa el tractat és un dels obsequiats a la cort de Bagdad vora l'any 770 per una missió diplomàtica de l'Índia.
Al segle x, Al-Majrití va realitzar una revisió crítica de la versió més curta, que va ser traduïda al llatí per Adelard de Bath; també hi ha una traducció llatina de la versió més llarga, i ambdues traduccions han arribat fins als nostres temps. Els temes principals coberts en l'obra són: els calendaris, el càlcul de les posicions veritables del Sol, la Lluna i els planetes, taules de sinus i tangents, astronomia esfèrica, taules astrològiques, càlculs de paral·laxi i eclipsis, i visibilitat de la Lluna. També es discuteix un manuscrit relacionat sobre trigonometria esfèrica, atribuït a al-Khwarazmí.

### Geografia

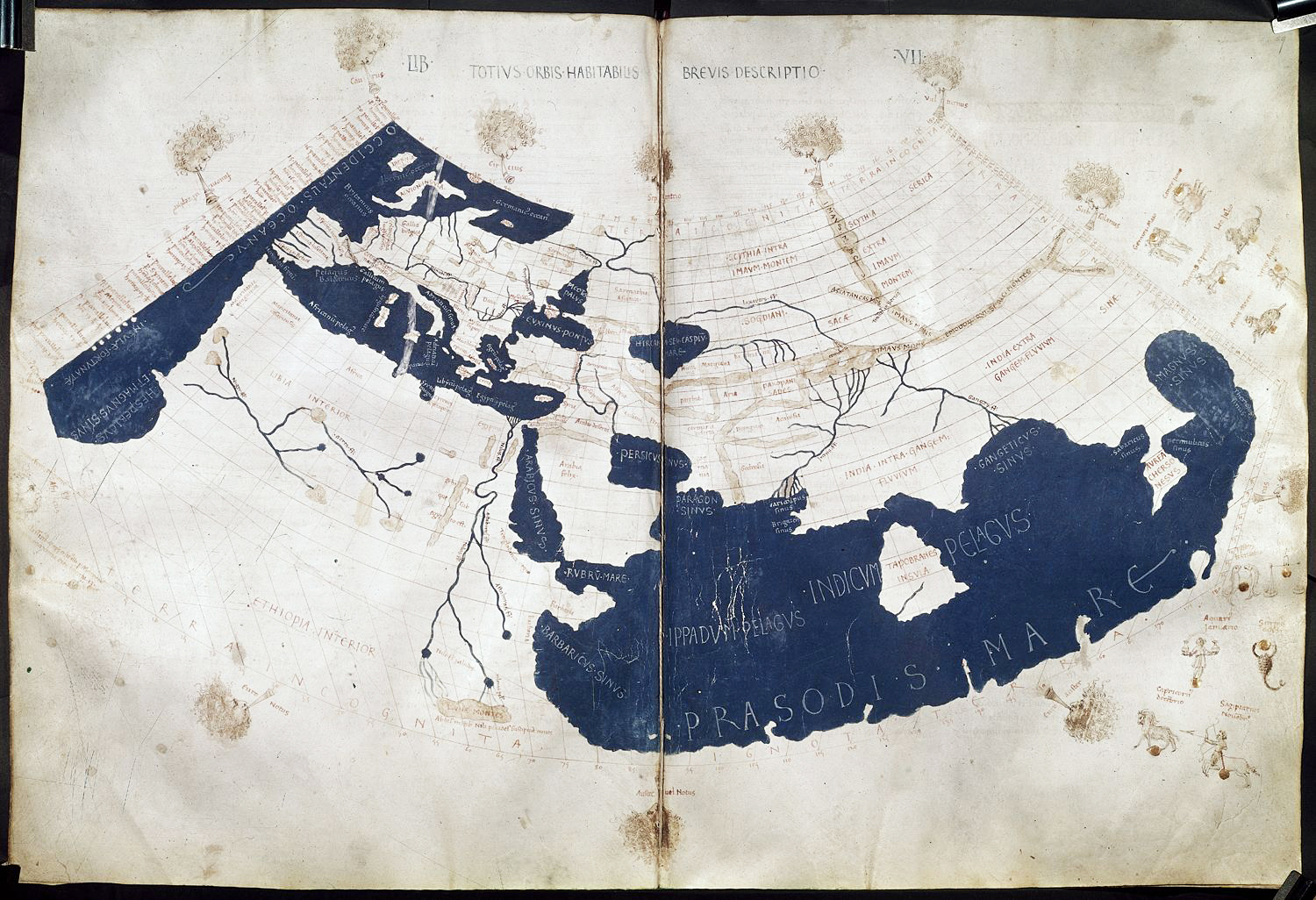
Un mapa del basat en la Geografia de Ptolemeu per comparança

En l'àmbit de la geografia, en una obra anomenada Kitab súrat al-Ard (en àrab: كتاب صورةلأرض, Llibre de l'aparença de la Terra o de la imatge de la Terra, traduït a l'anglès com a Geography), acabat l'any 833, va revisar i va corregir els treballs anteriors de Ptolemeu pel que fa a Àfrica i l'Orient. Llistà latituds i longituds de 2.402 llocs, i emplaçà ciutats, muntanyes, mars, illes, regions geogràfiques i rius, com a base per a un mapa del món conegut aleshores. Inclou mapes que, en conjunt, són més precisos que els de Ptolemeu. És clar que on hi va haver major coneixement local disponible per al-Khwarazmí, com les regions de l'islam, Àfrica i l'Orient Llunyà, el treball és molt més exacte que el de Ptolemeu, però sembla haver usat les dades d'aquest per a Europa. Es diu que, en aquests mapes, varen treballar a les seves ordres setanta geògrafs.
Només existeix una única còpia supervivent del Kitab súrat-al-Ard, guardada a la Biblioteca de la Universitat d'Estrasburg. A la Biblioteca Nacional d'Espanya de Madrid se'n conserva una còpia traduïda al llatí.
Tot i que ni la còpia en àrab ni la traducció al llatí inclouen el mapa del món, Hubert Daunicht va poder reconstruir un mapamundi usant-ne la llista de coordinades.
Al-Khwarizmí va corregir la sobreestimació que havia fet Ptolemeu sobre la superfície de la mar Mediterrània (des de les Illes Canàries a les costes de l'est de la Mediterrània); Ptolemeu va fer una estimació que la mar Mediterrània tenia 63 graus de longitud, mentre que ell va fer l'estimació més correcta que la mar tenia uns 50 graus de longitud. També va contrariar Ptolemeu dient que l'oceà Atlàntic i l'oceà Índic eren dos cossos oberts d'aigua, no pas mars.
La majoria dels topònims usats per al-Khwarizmí coincideixen amb els de Ptolemeu, els de Martellus i els de Behaim. La forma general de la costa és la mateixa entre Taprobane i Kattigara. La costa atlàntica de la cua del Drac, que no existeix en el mapa de Ptolemeu, es traça en molt pocs detalls en el mapa d'al-Khwarizmí, però és clara i més precisa que la del mapa de Martellus i la versió de Behaim.

## Calendari hebreu
Mussa al-Khwarazmí va escriure molts altres treballs, entre els quals hi ha un tractat sobre el calendari hebreu (Risāla fi-istikhrāj taʾrīkh al-yahūd, «Extracció de l'era jueva»). Descriu el cicle d'intercalació de 19 anys, les maneres de determinar en quin dia de la setmana hi ha el primer dia del mes Tixrí; calculà l'interval entre l'era jueva i l'era Selèucida. També explica la manera de determinar la longitud mitjana del Sol i de la Lluna usant el calendari hebreu. Treballs semblants es troben en l'obra d'al-Biruní i de Maimònides.

## Altres obres
Molts de manuscrits en àrab de Berlín, d'Istanbul, de Tashkent, del Caire i de París tenen material que s'atribueix a Mussa al-Khwarazmí. El manuscrit d'Istanbul conté un paper sobre els rellotges solars que és mencionat en Fihirst. Altres documents, com el que determina la direcció de la Meca, són sobre l'astronomia esfèrica.
Dos textos s'interessen sobre la distància angular horitzontal entre l'albada d'azimut d'un objecte astronòmic i la direcció est (Maʿrifat saʿat al-mashriq fī kull balad) i sobre la determinació d'azimut des d'una alçada (Maʿrifat al-samt min qibal al-irtifā).
També va escriure dos llibres sobre l'ús i la construcció dels astrolabis A més a més, Ibn an-Nadim, en la seva Kitab al-Fihrist (un índex de llibres àrabs) també esmenta Kitāb ar-Rukhāma(t) ('El llibre dels rellotges solars') i Kitab al-Tarikh ('El llibre d'història'), però s'han perdut.
També va escriure una història política que contenia horòscops de personatges prominents.